# Irundisaua heloisae
Irundisaua heloisae är en skalbaggsart som först beskrevs av Júlio 2003.  Irundisaua heloisae ingår i släktet Irundisaua och familjen långhorningar. Inga underarter finns listade i Catalogue of Life.